# Tom Kristiansen
Tom Kristiansen (o Christiansen; 3 febbraio 1956) è un ex saltatore con gli sci norvegese.

## Biografia
In carriera prese parte solo ad alcune tappe della Coppa del Mondo del 1980, debuttando il 9 febbraio 1980 a Saint-Nizier (6°) e ottenendo una vittoria, il giorno dopo sempre a Saint-Nizier.

## Palmarès

### Coppa del Mondo
- Miglior piazzamento in classifica generale: 27º nel 1980
- 1 podio (individuale):
  - 1 vittoria

#### Coppa del Mondo - vittorie
| Data             | Località     | Nazione | Trampolino    |
| ---------------- | ------------ | ------- | ------------- |
| 10 febbraio 1980 | Saint-Nizier | Francia | Dauphine K112 |

### Campionati norvegesi
- 1 medaglia:
  - 1 argento (nel 1975)